# Hemiboea gamosepala
Hemiboea gamosepala là một loài thực vật có hoa trong họ Tai voi. Loài này được Z.Y. Li mô tả khoa học đầu tiên năm 1983.